# Falāvarjān
Falāvarjān (persiska: Mollāvarjān, ملاورجان, Felāvarjān, Falāvar Jān, فلاورجان) är en kommunhuvudort i Iran.   Den ligger i provinsen Esfahan, i den centrala delen av landet, 300 km söder om huvudstaden Teheran. Falāvarjān ligger 1 609 meter över havet och antalet invånare är 49 843.
Terrängen runt Falāvarjān är platt åt nordväst, men åt sydost är den kuperad. Runt Falāvarjān är det tätbefolkat, med 790 invånare per kvadratkilometer. Närmaste större samhälle är Esfahan, 18,8 km nordost om Falāvarjān. Trakten runt Falāvarjān består till största delen av jordbruksmark.